# 김태희 (1972년)
김태희(金泰熙, 1972년 4월 4일 ~ )는 대한민국의 배우이다.

## 출연작

### 영화
- 1990년 《장군의 아들》
- 1991년 《개벽》... 천석 역
- 1991년 《장군의 아들 2》
- 1991년 《경마장 가는 길》... 전도사 역
- 1992년 《돌아온 우뢰매 7》
- 1996년 《미지왕》
- 1997년 《창》
- 1998년 《조용한 가족》... 이장 스턴트 역
- 2000년 《춘향뎐》... 구경꾼 역
- 2002년 《취화선》... 이응헌 집 머슴 2 역
- 2003년 《선택》... 한장호 역
- 2005년 《달콤한 인생》... 대기실 기도 역
- 2005년 《이대로, 죽을 순 없다》... 강력2반 형사 역
- 2006년 《사생결단》... 장철 수하 2 역
- 2006년 《잔혹한 출근》... 브로커 역
- 2006년 《애정결핍이 두 남자에게 미치는 영향》... 노숙반장 역
- 2006년 《김관장 대 김관장 대 김관장》... 대머리 건달 역
- 2008년 《숙명》... 영욱 역
- 2008년 《서울이 보이냐?》... 중국집 주인 역
- 2008년 《님은 먼 곳에》... 보화상사 경비 역
- 2009년 《박쥐》... 경비업체 직원 역
- 2011년 《특수본》... 큰 옹박 역
- 2014년 《아무것도 사라지지 않는다》... 캐피탈 조직원 4 역

### TV 드라마
- 2006년 SBS 월화드라마 《연애시대》... 카페 숲 주방장 역